# Tibetaanse terriër
De Tibetaanse Terriër is een hondenras; een middelgrote gezelschapshond uit Tibet.

## Uiterlijk

### Lichaam
Het lichaam is gespierd en compact. De lengte van schoudergewricht tot aan de staartaanzet is gelijk aan de schouderhoogte, dat het ras zijn typisch vierkante uiterlijk geeft. Het lichaam dient goed geribd te zijn. De lendenen zijn kort en licht gebogen. De voorhand is dicht en zwaar behaard, de benen zijn recht en evenwijdig met een iets schuinstaand middenvoetsbeentje.
De achterhand is eveneens dicht en zwaar behaard, het kniegewricht dient goed gebogen te zijn met een laag geplaatst spronggewricht. Schofthoogte tussen de 35,5 cm en 40,5 cm, teefjes iets kleiner en het gewicht is tussen de 7 tot 14 kg, liefst tussen de 9,5 en 11 kg, maar ieder gewicht is acceptabel mits in verhouding tot de lengte.
De Tibetaanse terriër wordt gemiddeld 14 jaar oud.

### Gangwerk
Vlot, goed uitgrijpend, krachtig stuwend, bij het lopen of draven moeten voor en achterbenen een lijn vormen en mogen niet naar binnen of naar buiten draaien.
De Tibetaan moet zich gemakkelijk kunnen bewegen zonder verspeelde energie, de beweging moet niet anders dan economisch, perfect gecoördineerd en krachtig zijn.
Het laat een portret zien van een lenige hond die kan leven op de geboortegronden van zijn vaderland wat een voor dit ras uitzonderlijk kenmerk is.

### Kop
De kop is bescheiden met een krachtige snuit van gemiddelde lengte. De schedel is noch plat noch rond noch ovaal. De ogen zijn groot, donker en staan iets uit elkaar. De oren zijn V-vormig, hangend en worden niet te dicht tegen het hoofd gedragen. Ze zijn dichtbehaard en niet te groot. De neus is meestal zwart en soms bruin, dit kan te maken hebben met de vachtkleur.

### Staart
De staart is middellang, tamelijk hoog aangezet, flink behaard en wordt in een krul over de rug gedragen.

### Voeten
Een van de meest ongewone kenmerken van de Tibetaanse terriër is de brede, platte en ronde voeten waarmee ze plat op de zool staan, zoals je niet bij een ander ras zal aantreffen. Die zijn ideaal in de sneeuw en gedragen zich als natuurlijke snowboots (sneeuwschoenen). Ze zijn ook tussen de tenen en voetzolen zwaar bevederd. De achterpoten zijn iets langer dan de voorpoten en komen daardoor goed van pas bij het beklimmen van bergen.

### Vacht
De dubbele vacht is dik, met een warme wollige fijne ondervacht en langharige bovenvacht  met verschillende structuren.
De (boven)vacht is fijn, hoort niet zijdeachtig (dun), wollig of krullend te zijn, maar golvend is acceptabel. De vacht is lang en dik, maar reikt niet tot de grond zoals bij andere rassen als de Lhasa apso of de Maltezer. Haar bedekt het gezicht en de ogen, maar lange oogwimpers zorgen ervoor dat het haar niet in de ogen komt. De Tibetaanse terriër heeft een zeer goed gezichtsvermogen.

### Kleur
Alle kleuren behalve lever- of chocoladekleur zijn toegestaan zonder voorkeur. Tibetaanse terriërs zijn er in iedere combinatie van enkel kleurig, bont, driekleurig, bruine of grijze streken, gevlekt, wit, wit-zwart, goudkleurig, crème, grijs, rookkleurig, zwart of zwart-wit en black & tan. De neus moet zwart zijn, de ogen donkerbruin en de oogranden zwart behalve bij crème en blonde, deze hebben vaak een wisselneus of donker pigment zwart- bruin.
Chocolade kleur en leverkleur zijn niet erkende kleuren.

## Geschiedenis
De Tibetaanse terriër, minder bekend als Dhokhi of Apso, is een van de oudste hondenrassen. Op basis van een in 2004 uitgevoerd grootschalig DNA-onderzoek wordt de Tibetaanse Terriër ingedeeld bij de 'Ancient dog breeds', de 14 rassen die genetisch gezien het dichtst bij de wolf staan.
Tibetaanse terriërs werden gehouden in het ruige terrein en klimaat in het gebied van het hooggebergte van de Himalaya door nomaden voor het alarmeren voor onraad, bewaken en andere diensten, maar niet als terriër ("Terra"="Aarde"; terriërs jagen op kleine dieren in de "aarde"). De benaming Terriër is daarom onterecht en hij hoort meer bij het ras van de herdershond.
Door hun grootte en lenigheid konden ze in de berggebieden van de Himalaya dienstdoen waar grotere honden moeilijk konden komen. De Tibetaanse terriër en het kleinere formaat Lhasa Apso werd gehouden als gezelschapshond door de boeddhistische monniken die in de geïsoleerde kloosters leefden. Ze werden beschouwd als waardevolle gift en zouden geluk brengen.
In 1930 is de Tibetaanse terriër voor het eerst geïntroduceerd in Europa en Amerika als gezelschapshond. Tegenwoordig hoort het ras tot rasgroep 9, de gezelschapshond en niet tot de terriërs.

## Gedrag
Deze kleine kameraad houdt van mensen. Tibetaanse terriërs zijn levendig, uitgaand, vrolijk, moedig, waaks, nieuwsgierig, attent, intelligent, vriendelijk en vredelievend, maar ook zeer gevoelig voor een correcte behandeling. Ze kunnen goed met andere huisdieren omgaan zoals katten of konijnen. Ze doen graag alles mee met het gezin. Ze zijn graag bij kinderen, zijn dan niet kleinzerig en zullen nooit of zelden agressie vertonen. Vervelende situaties zullen ze mijden en ze laten zich zelden met vreemden in.
Binnenshuis is de Tibetaanse terriër een rustige hond en kan makkelijk uren voor de open haard vertoeven.
Als de Tibetaanse terriër erop getraind is kan hij prima overdag alleen zijn. Zeker als puppy is het belangrijk de hond af en toe een uurtje alleen te laten.
Zijn blaf is uniek; het neemt in volume en toonhoogte toe naarmate hij langer blaft. Ze staan echter niet bekend als "keffers".
Zijn uiterlijk kan de schijn hebben van een troeteldier, maar in zijn eigen beleving is hij een reuzenhond en gedraagt zich ook zo. Al is hij voor een herders-achtige tamelijk klein van stuk, fysiek en psychisch gezien is het een sterke, stoere hond die vol bewegingsdrang zit. Hij heeft niets van het stereotiepe gedrag van een terriër.
Kan wel agressief zijn naar andere honden toe, met name als ze zijn aangelijnd.

## Zorg en opvoeding
De Tibetaanse terriër is makkelijk in de opvoeding, houdt van rennen en verkennen en heeft dagelijkse beweging nodig in een veilige omgeving. Zijn beweging kan hij ook halen uit een middellange wandeling aan de riem of ravotten in de tuin. Hoewel hij geschikt is om buiten te leven in gematigd koude klimaten, is het meer een binnen of binnen/buiten hond. Hij is gevoelig voor stem intonatie en kan zeer goed luisteren. Hij is zachtaardig en dient ook zo opgevoed te worden, blijf echter altijd consequent.
Zijn lange vacht moet elke dag goed geborsteld worden om klitten te voorkomen. De vacht verdient in het eerste jaar extra aandacht door de haarstructuur van de vacht van een jonge hond. Wacht je daarmee te lang dan kan de ondervacht gaan vervilten. Na een jaar lijkt de haarstructuur anders te worden en de neiging tot klitten minder. Toch blijft kammen belangrijk.
In een winterwandeling door pas gevallen sneeuw blijft die sneeuw in de haren hangen en vormen zich sneeuwbolletjes die het lopen moeilijk tot onmogelijk maken. Verwijderen gaat het beste door de poot in een emmer lauw water te doen. Laat de bollen niet te lang zitten vanwege het risico van bevriezing.

## Gezondheid
De Tibetaanse terriër is een gezonde en sterke hond die bij de juiste zorg en voeding zijn leven lang gezond kan blijven.
De meeste fokprogramma's zijn er op gericht dat algemene gezondheidsaspecten in acht worden genomen, zoals HD en EVCO oogonderzoek. Deze onderzoeken zijn verplicht voor de Rasverenigingen. 
De Raad van Beheer op Kynologisch gebied in Nederland hanteert het Basisreglement Welzijn & Gezondheid.
Er zijn nog een paar erfelijke aandoeningen die kunnen voorkomen, zoals Lensluxatie, PRA en NCL/CCL. Hier zijn sinds 2009/2010 DNA testen voor beschikbaar.
Fokkers die zijn aangesloten bij een rasvereniging zijn verplicht deze testen uit te laten voeren voordat er gefokt gaat worden.

## Fouten
Kleuren Chocolade en Leverkleur zijn niet erkend, een reu moet twee ingedaalde testikels bezitten en alles wat afwijkt van de rasstandaard kan aangerekend worden als een fout.

## Hypoallergeen ras?
Volgens sommige bronnen behoort de Tibetaanse Terriër tot de zogenaamde hypoallergene rassen: honden die gehouden kunnen worden door mensen met een (lichte) hondenallergie. Wetenschappelijk bewijs dat honden, dus ook de Tibetaanse Terriër, hypoallergeen kunnen zijn ontbreekt echter.